# Kumys

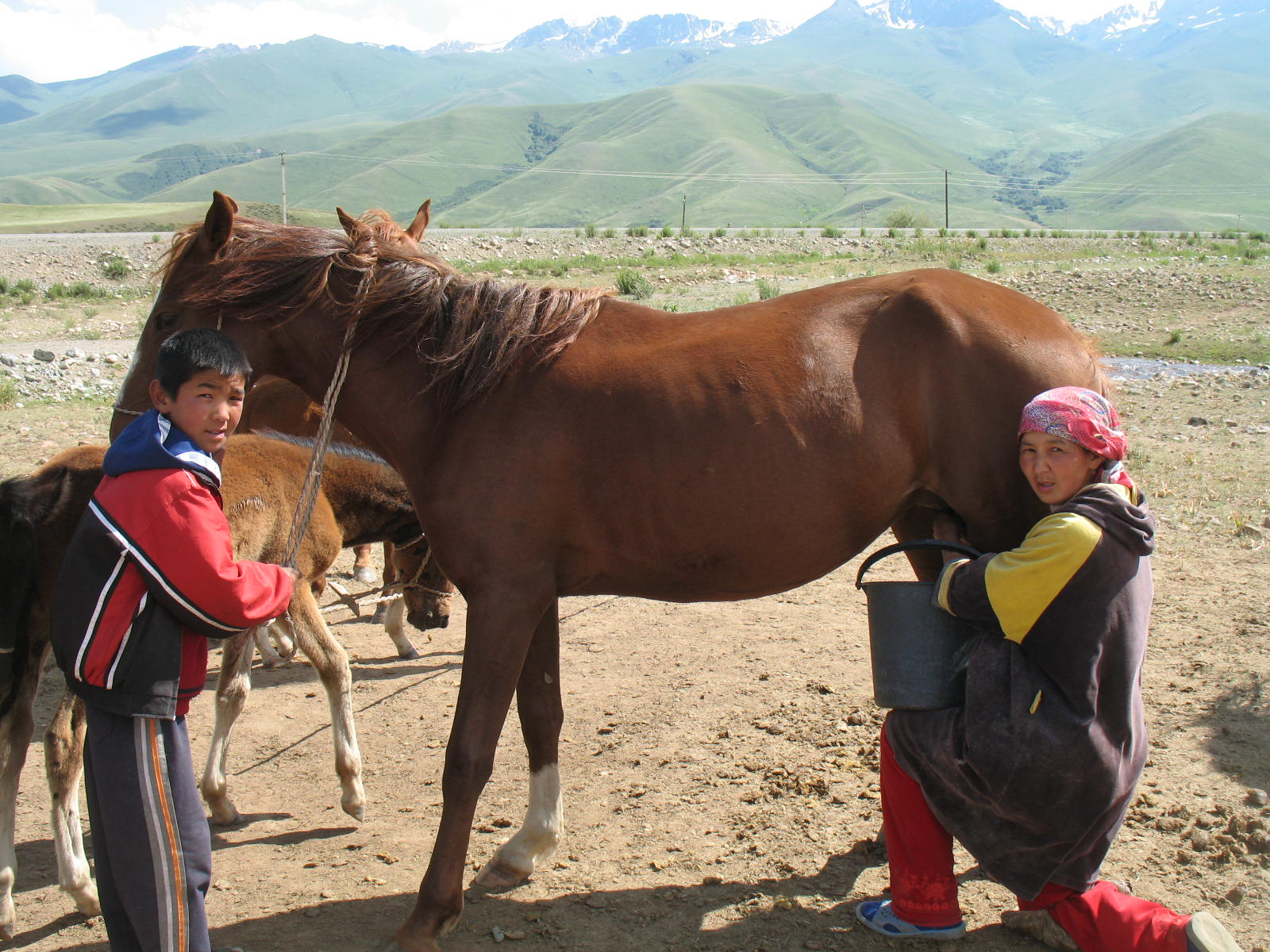

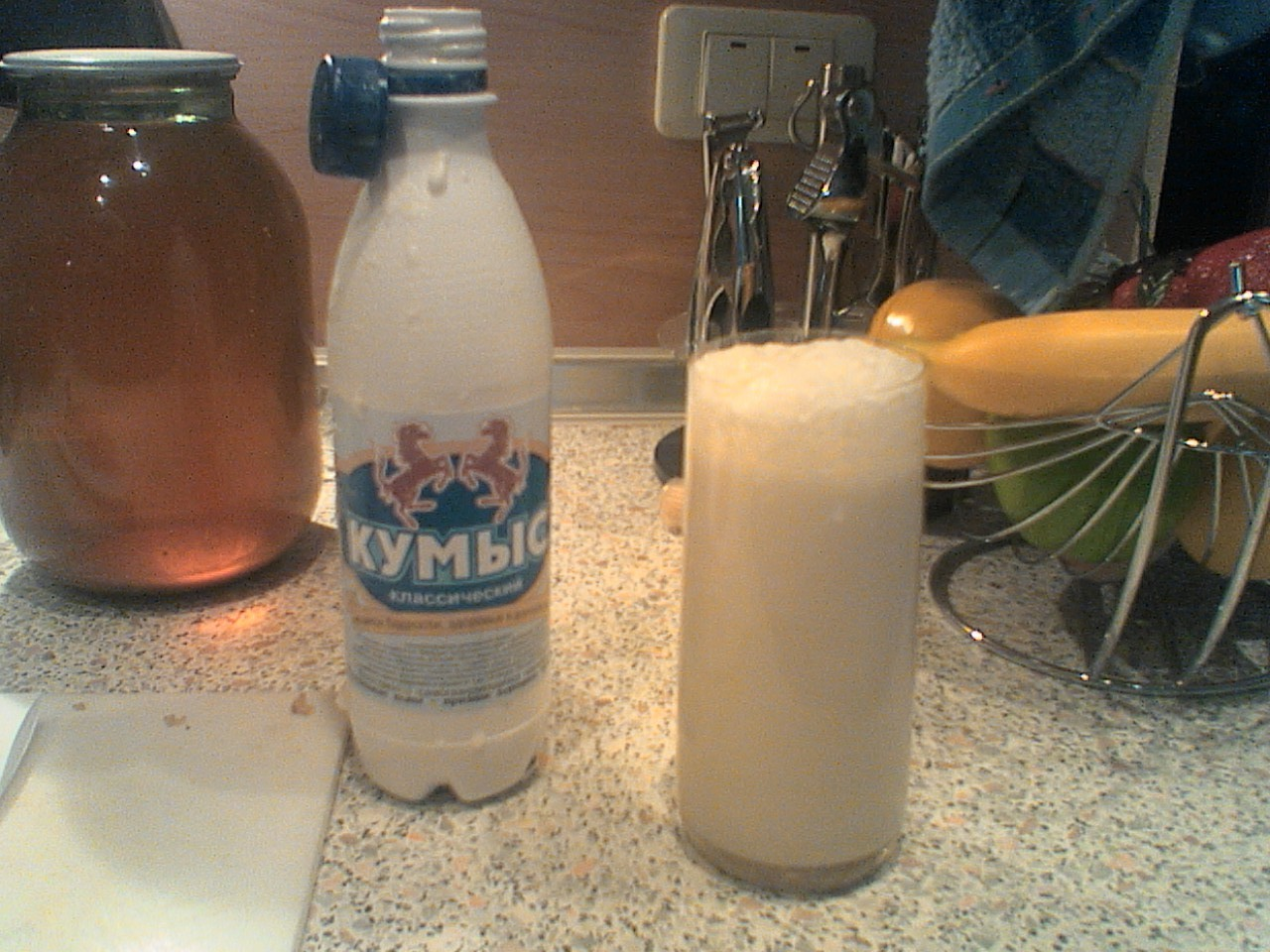
Kumys

Kumys (z jęz. tureckiego; w Mongolii nazywany ajrag) – mleczny napój alkoholowy powstający w wyniku fermentacji alkoholowej cukru mlecznego. Kumys jest alkoholem musującym, zawiera, prócz zmniejszonej ilości cukru i produktów jego fermentacji (alkoholu) inne składniki mleka (mniej więcej w zwykłym stosunku). Kumys jest tradycyjnym napojem koczowniczych ludów centralnej Azji (kazachskich, mongolskich, kirgiskich, tatarskich, baszkirskich). Podstawą napoju jest mleko klaczy, czasem jednak przyrządza się go z mleka jaka, oślego, wielbłądziego, owczego lub krowiego.
Dawniej do produkcji kumysu z mleka świeżego w naczyniu ze skóry końskiej dodawano starego kumysu (kor), który służy za ferment i zapoczątkowuje zamianę cukru mleka (laktozy), która następnie przetworzona zostaje na alkohol i kwas węglowy. Wstrząsanie i mieszanie mleka jest niezbędne przy produkcji kumysu. Współcześnie fermentację kumysu przeprowadza się w beczkach (również z tworzyw sztucznych) ustawianych w jurcie po lewej stronie od wejścia, by nikt z wchodzących i opuszczających jurtę nie zapomniał wymieszać cieczy specjalną pałką, w celu nasycenia tlenem dolnych warstw napoju.
W zależności od czasu fermentacji kumys zawiera od. 1% (jednodniowy) do 3% alkoholu (ośmiodniowy). Do butelek przelewa się kumys, gdy osiągnie odpowiedni stan fermentacji. Świeży kumys zawiera prócz wody również 1,65% alkoholu, 2% tłuszczu, 2,2% cukru, 0,4–1% kwasu mlekowego, ok. 1% białka, ok. 0,3% soli i pewną ilość kwasu węglowego (różną w zależności od etapu fermentacji). Flora bakteryjna kumysu: Lactococcus lactis, Bacterium acidophilum, Thermnobacterium bulgaricum.
Kumys ma barwę mleczno-białą i jest kwaskowaty. Jeżeli nie jest przechowywany w chłodzie, fermentuje szybko dalej, dopóki nie rozłoży się cały cukier. Ludy mongolskie przez destylację kumysu otrzymują wódkę zwaną archi. 
Uważano, że kumys ma właściwości lecznicze. Na początku XX wieku zalecano kumys jako środek pomocny w leczeniu chorych na gruźlicę (także w sanatoriach np. w Nałęczowie).
Kumys zawiera enzymy, pierwiastki śladowe, antybiotyki, witaminy A, B1, B2, B12, D, E i C